# 高伯陽
高伯陽（？—？），河南封邱人，清朝政治人物。拔貢出身。
嘉慶二年，接替段琦。擔任江蘇荆溪縣知縣攝任。后由李克轼接任。